# Jean Prouvost
Jean Prouvost (Paris, 24 d'abril de 1885 - Ivoy-le-Marron, Loir-et-Cher, 19 d'octubre de 1978) va ser un periodista i magnat de la premsa francès.
Va néixer en una família d'industrials tèxtils: La Lainière de Roubaix, empresa que se situaria ràpidament a primera fila dins de la indústria tèxtil europea. Després de la Primera Guerra Mundial, Jean Prouvost es va interessar per l'empresa periodística. El 1924 va comprar Paris-Midi, que va arribar a assolir una tirada de 4.000 exemplars. Més tard va comprar Paris-Soir, diari que va desbancar els "cinc grans" de la premsa popular francesa, que eren Le Petit Parisien, Le Petit Journal, Le Matin, Le Journal i L´Echo de Paris. Després de dirigir el diari Paris-Soir, seria nomenat alt comissari d'Informació pel primer Govern col·laboracionista de Pétain. Va ser propietari del diari Le Figaro (fundat el 1866).
Després de la Segona Guerra Mundial, va crear el Grup Prouvost, i va aconseguir controlar, conjuntament amb l'industrial Beghin, una part important de la premsa francesa (Paris Match, Le Figaro, Le Figaro Littéraire, Marie-Claire, la revista femenina del Grup Prouvost, que va arribar a aconseguir els 985.000 exemplars (Tele 7 Jours, Week-End).
A diferència d'altres grans magnats de la premsa, Jean Prouvost no era editor, només comprava diaris i es dedicava a la distribució. Va comprar Paris-Match el 1938, i la va convertir en una revista il·lustrada d'informació general, les tirades de la qual van resultar milionàries.